# مدينة واسعة
مدينة واسعة (بالإنجليزية: Broad City) مُسلسل كوميدي أمريكي، من إعداد وبطولة إلانا غليزر وآبي جيكوبسون. طور من المسلسل الذي عُرض على الإنترنت من 2009 حتى 2011 بنفس العنوان. آيمي بولر كانت إحدى المنتجين المنفذين بالمسلسل وظهرت في الحلقة الآخيرة من النسخة التي عرضت على الإنترنت. عرض المسلسل على قناة كوميدي سنترال منذ 22 يناير، 2014.
بدأ عرض الموسم الثاني من المسلسل في 14 يناير، 2005، والموسم الثالث في 17 فبراير، 2016. جُدد المسلسل لموسم رابع وخامس.

## الممثلين والشخصيات

### شخصيات رئيسية
- إلانا غليزر بدور إلانا ويكسلر،[3] امرأة عاطلة عن العمل بالثالثة والعشرين من العمر.
- آبي جيكوبسون بدور آبي آبرامز،[3] امرأة بالسادسة والعشرون من العمر تعمل مدربة لياقة في نادي رياضي، وهي صديقة إلانا المُقربة.

### شخصيات ثانوية
- هانيبال بروس بدور لينكولن رايس
- بول دبليو. داونس بدور تري باكر
- جون جيمبيرلينغ بدور ماثيو «مات» بيفرز
- أرتورو كاسترو بدور جيمس «جيمي» كاسترو
- ستيفن شنايدر بدور جيرمي سانتوس
- كريس غيثارد بدور تود
- نيكول دريسبيل بدور إليوت
- سوزي إيسمان بدور بوبي ويكسلر
- بوب بالإبان بدور آرثر ويكسلر

## الحلقات

### نظرة عامة
| الموسم | الموسم | عدد الحلقات | تاريخ البث الأصلي | تاريخ البث الأصلي |
| الموسم | الموسم | عدد الحلقات | أول عرض           | آخر عرض           |
| ------ | ------ | ----------- | ----------------- | ----------------- |
|        | 1      | 10          | 22 يناير 2014     | 26 مارس 2014      |
|        | 2      | 10          | 14 يناير 2015     | 18 مارس 2015      |
|        | 3      | 10          | 17 فبراير 2016    | 20 أبريل 2016     |

## الإصدار المنزلي
| العنوان       | الموسم | عدد الحلقات | مدة العرض | تاريخ الصدور   |
| ------------- | ------ | ----------- | --------- | -------------- |
| الموسم الأول  | 1      | 10          | 220 دقيقة | 2 ديسمبر، 2014 |
| الموسم الثاني | 2      | 10          | 220 دقيقة | 5 يناير، 2016  |
| الموسم الثالث | 3      | 10          | 210 دقيقة | 10 يناير، 2017 |

## وصلات خارجية
- BroadCity.com
- مدينة واسعة على موقع IMDb (الإنجليزية)
- مدينة واسعة على موقع ميتاكريتيك (الإنجليزية)
- مدينة واسعة على موقع روتن توميتوز (الإنجليزية)
- مدينة واسعة على موقع كينوبويسك (الروسية)
- مدينة واسعة على موقع ألو سيني (الفرنسية)
- مدينة واسعة على موقع قاعدة بيانات الفيلم (الإنجليزية)